# Jocelin Donahue
Jocelin Donahue (Bristol, 1981. november 8. –) amerikai színésznő.
Több horrorfilmben is feltűnt. Főszerepet játszott Ti West kritikusok által elismert Az ördög háza (2009) című horrorfilmjében, illetve Barbara Hershey karakterének fiatalkori énjét alakította az Insidious – A gonosz házában (2013). 2019-ben az Álom doktor című filmben szerepelt.

## Fiatalkora
1981. november 8-án született a Connecticut állambeli Bristolban és itt is nőtt fel. 1999-ben érettségizett a Bristol Central High Schoolban. A középiskola után a New York Egyetemre járt, ahol szociológiából szerzett diplomát.

## Filmográfia

### Film
| Év   | Magyar cím                  | Eredeti cím                     | Szerep                    | Magyar hang     |
| ---- | --------------------------- | ------------------------------- | ------------------------- | --------------- |
| 2008 | Burrowers – A felszín alatt | The Burrowers                   | Maryanne Stewart          |                 |
| 2009 | Nem kellesz eléggé          | He's Just Not That Into You     | helyes lány               |                 |
| 2009 | Az ördög háza               | The House of the Devil          | Samantha Hughes           |                 |
| 2010 | Wes és Ella                 | Wes and Ella                    | Ella                      |                 |
| 2010 |                             | The Last Godfather              | Nancy Bonfante            |                 |
| 2012 |                             | The End of Love                 | Jocelin                   |                 |
| 2012 |                             | Free Samples                    | Paula                     |                 |
| 2013 | Insidious – A gonosz háza   | Insidious: Chapter 2            | Lorraine Lambert fiatalon | Szávai Viktória |
| 2013 |                             | Live at the Foxes Den           | Kat                       |                 |
| 2014 |                             | The Living                      | Molly                     |                 |
| 2014 |                             | Knight of Cups                  | Jocelin                   |                 |
| 2015 |                             | The Frontier                    | Laine                     |                 |
| 2015 | Halálos iramban 7.          | Furious 7                       | tanácsadó                 |                 |
| 2015 |                             | Midnight Sex Run                | Jennifer Peters           |                 |
| 2015 |                             | Summer Camp                     | Christy                   |                 |
| 2016 |                             | Holidays                        | Carol                     |                 |
| 2016 |                             | Dead Awake                      | Beth / Kate               |                 |
| 2017 |                             | Boomtown                        | Emma Turner               |                 |
| 2017 |                             | 20 Weeks                        | Eileen                    |                 |
| 2018 |                             | All the Creatures Were Stirring | Alissa                    |                 |
| 2019 |                             | I Trapped the Devil             | Sarah                     |                 |
| 2019 | Álom doktor                 | Doctor Sleep                    | Lucy Stone                | Kelemen Kata    |
| 2022 |                             | Offseason                       | Marie Aldrich             |                 |
| 2023 |                             | The Last Stop in Yuma County    | Charlotte                 |                 |

### Televízió
| Év   | Magyar cím           | Eredeti cím                    | Szerep        | Megjegyzések                                       |
| ---- | -------------------- | ------------------------------ | ------------- | -------------------------------------------------- |
| 2007 |                      | Not Another High School Show   | Melissa       | tévéfilm                                           |
| 2007 | Édes, drága titkaink | Dirty Sexy Money               | házigazda     | 1 epizód                                           |
| 2010 | CSI: A helyszínelők  | CSI: Crime Scene Investigation | Jillian Rose  | 1 epizód                                           |
| 2016 | StartUp              | StartUp                        | Maddie Pierce | - főszereplő - magyar hangja: - Kisfalvi Krisztina |
| 2017 | Halálos fegyver      | Lethal Weapon                  | Kate          | 1 epizód                                           |
| 2019 | A viszony            | The Affair                     | Anna          | 1 epizód                                           |

### Egyéb szereplések
- 2005: Idaho – Live Today Again (videóklip)
- 2012: Subway (reklám) – Sally
- 2022: Immortality (videójáték) – Amy Archer

## Fordítás
- Ez a szócikk részben vagy egészben  a   Jocelin Donahue című angol Wikipédia-szócikk ezen változatának fordításán alapul.  Az eredeti cikk szerkesztőit annak laptörténete sorolja fel. Ez a jelzés csupán a megfogalmazás eredetét és a szerzői jogokat jelzi, nem szolgál a cikkben szereplő információk forrásmegjelöléseként.